# Província de Zavkhan
Zavkhan (en mongol:Завхан), que rep el nom del riu Zavkhan, és una de les 21 províncies (aimags) de Mongòlia. La seva capital és la ciutat d'Uliastai.
Ocupa una superfície de 82.456 km² i té una població de 76.614 habitants (2008).

## Economia
El 2005, aquest aimag tenia 2,1 milions de cap de bestiar (ovelles, cabres, bovins, iacs, cavalls i camells).
Hi ha un vell aeroport a Uliastai però sense vols regulars. Des de 2002, opera l'aeroport de Donoi (o "Nou aeroport de Uliastai ") amb vols regulars a i des d'Ulan Bator.